# Pterolophia yenae
Pterolophia yenae är en skalbaggsart som beskrevs av Stefan von Breuning 1963. Pterolophia yenae ingår i släktet Pterolophia och familjen långhorningar.
Artens utbredningsområde är Laos. Inga underarter finns listade i Catalogue of Life.